# 蘭州西駅

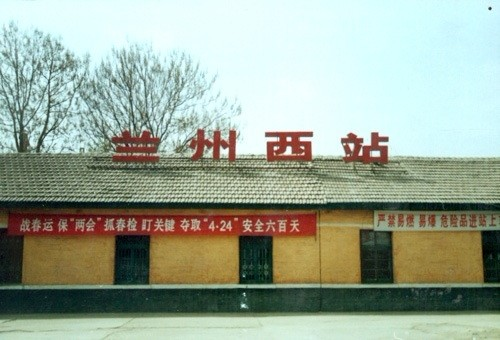
かつての旧駅舎

蘭州西駅（らんしゅうにしえき）は甘粛省蘭州市七里河区に位置する中国西北地区最大の鉄道駅である。

## 駅構造
- 面積68万平方メートル、地上2階地下3階を有するターミナル駅であり、地下鉄路線や市内バス路線との乗り継ぎも可能な蘭州市の交通の拠点となっている。

## 沿革
- 1953年頃：蘭新線の駅として開業。
- 2013年頃：駅の建て替え工事により一時営業を休止。休止中は市内北部に位置する蘭州北駅を代替として使用していた。
- 2014年12月25日：以前より1km西に行った先に新駅舎が移転、竣工が開始される[3]。
- 2014年12月26日：西寧,ウルムチ方面へ至る、蘭新旅客専用線が開業する[4]。
- 2015年9月30日：蘭州中川空港方面へと至る、蘭中都市間鉄道が開業[5]。
- 2017年7月9日：宝鶏南駅方面へと至る、宝蘭旅客専用線が開業[6]。

## 駅前ターミナル
バスターミナルや大規模商業施設が現在も建設中であり、建設中の駅前広場のすぐ西側に仮設のバス・タクシーターミナルを設けられているものの、いずれも仮設の物で規模が大きくないため、一部路線は駅の手前までとなっている。

## 隣の駅
中国鉄路総公司
蘭新線
蘭州駅 - 蘭州西駅 - 陳官営駅
蘭新旅客専用線
蘭州西駅 - 民和南駅
蘭中都市間鉄道
蘭州西駅 - 陳官営駅
宝蘭旅客専用線
楡中駅 - 蘭州西駅